# Vedeno
Vedeno (in russo Ведено?, in ceceno Ведана, Vedana) è una cittadina della Cecenia, Russia, situata a circa 55 km a sud est di Groznyj.
È il centro amministrativo del rajon Vedenskij. Un dato ufficiale del 2004 riportava una popolazione di 11.512 persone, in calo di più di 2.500 abitanti rispetto all'ultimo censimento sovietico del 1989; 3.735 uomini, 1.525 bambini di età prescolare, 1.604 bambini di età scolare, e 4.648 donne. Secondo un censimento russo del 2000, la popolazione nel 2005 era di 1.469.
Vedeno è considerata oggi una delle regioni più pericolose della Cecenia e la regione ha una lunga storia come punto nella guerra cecena contro il controllo russo. Nella metà del 1800 l'Imam Shamil portò il suo esercitò in 22 anni di guerra contro l'esercito dell'impero russo e combatté fino all'ultima posizione nell'anonimo villaggio montano di Vedeno. Šamil' Basaev nacque nel villaggio di Dyšne-Vedeno, vicino a Vedeno, nel sud-est ceceno.